# Laura Herz
Laura Maria Herz ist eine Professorin für Physik an der Universität Oxford. Sie arbeitet an der Femtosekunden-Spektroskopie für die Analyse von Halbleitermaterialien.

## Werdegang
Herz studierte Physik an der Universität Bonn und schloss 1999 ihr Studium ab. Sie war zwei Jahre lang als Austauschstudentin an der University of New South Wales. Sie promovierte an der Universität Cambridge, wo sie 2002 ihren Doktortitel erhielt. Hier arbeitete sie über Exzitonen- und Polaronendynamik in organischen Halbleitern.

## Forschung
Nach ihrer Promotion wurde Herz 2001 als Postdoc-Forschungsstipendiatin an das St. John’s College, Cambridge, berufen. Im Jahr 2006 erhielt sie ein Advanced Research Fellowship des Engineering and Physical Sciences Research Council (EPSRC). Seit 2010 ist Herz Professorin.
Herz ist Expertin für Perowskit-Halbleiter. Sie hat die Ursprünge der Ladungsträgerbeweglichkeit in Perowskit-Materialien erforscht. Sie wies nach, dass ihre hohe Effizienz in Solarzellen auf langen Ladungsträgerdiffusionslängen und Nicht-Langevin-Rekombination zurückzuführen ist. Sie stellte fest, dass die Lichtemission von Perowskiten breit ist und in ultraschnellen Lasern verwendet werden kann. Sie erkannte, dass der Ursprung dieser Verbreiterung die Fröhlich-Kopplung zwischen den Ladungsträgern und den longitudinalen optischen Phononen ist.
Herz interessiert sich auch für Selbstorganisation und nanoskalige Effekte. Sie arbeitet an biomemetischen Strukturen aus Porphyrin-Nanoringen zur Lichtsammlung, um delokalisierte angeregte Zustände zu erforschen. Sie ist Ko-Direktorin des Imperial College London Centre for Doctoral Training in Plastic Electronic Materials.
Sie trat 2015 in der Sendung In Our Time von BBC Radio 4 auf. Im Jahr 2018 hielt sie an der Universität Bayreuth eine Reihe von Vorlesungen.

## Auszeichnungen und Ehrungen
Zu ihren Auszeichnungen und Ehrungen gehören:
- 2018: Institute of Physics Nevill Mott Medal and Prize[20]
- 2018: Oxford University Student Union Outstanding Graduate Supervisor[21]
- 2018: Friedrich-Wilhelm-Bessel-Preis der Alexander von Humboldt-Stiftung[19]
- 2024: Mitglied der Royal Society
- 2024: Faraday-Medaille des Institute of Physics